# Мармара (дем Макракоми)
Мармара или Селяни (на гръцки: Μάρμαρα, до 1927 година Σέλιανη, Селяни) е село в Република Гърция, разположено в Централна Гърция, област Фтиотида, дем Макракоми. Селото има население от 443 души.

## Личности
Родени в Мармара
- Василиос Папакостас, гръцки офицер, деец на Гръцката въоръжена пропаганда в Македония